# Hadena obvia
Hadena obvia är en fjärilsart som beskrevs av Eduard Friedrich Eversmann 1856. Hadena obvia ingår i släktet Hadena och familjen nattflyn. Inga underarter finns listade i Catalogue of Life.